# Fjätälven och Västvallen i Storfjäten
Fjätälven och Västvallen i Storfjäten este o arie protejată (arie specială de conservare — SAC, sit de importanță comunitară — SCI) din Suedia întinsă pe o suprafață de 299 ha, integral pe uscat.

## Localizare
Centrul sitului Fjätälven och Västvallen i Storfjäten este situat la coordonatele 61°53′24″N 13°07′42″E / 61.8901°N 13.1284°E.

## Înființare
Situl Fjätälven och Västvallen i Storfjäten a fost declarat sit de importanță comunitară în ianuarie 2002 pentru a proteja 1 specie de animale. Situl a fost protejat și ca arie specială de conservare în decembrie 2009.

## Biodiversitate
Situată în ecoregiunile alpină și boreală, aria protejată conține 4 habitate naturale: Pajiști aluvionare boreale nordice, Pășuni din zone de pădure fino-scandinave, Râuri naturale fino-scandinave, Cursuri de apă de la nivel de câmpie la nivel montan, cu vegetație Ranunculion fluitantis și Callitricho-Batrachion.
La baza desemnării sitului se află o specie protejată de  mamifere: vidră de râu (Lutra lutra).